# 其士發展
其士發展國際有限公司（當時為0064.HK），在1991年成立，集團當時經營房地產業務，主要資產中國內地、香港、加拿大等地方。是從其士國際（0025.HK）分拆出來的。
1991年，正式在香港交易所主板上市；於1997年，本集團與大唐訂立一項協議，由其士發展按600,000,000港元之代價總額收購位於中國上海之平價住宅項目。
1999年，由於交投反應欠佳，其士國際集團有限公司把本公司私有化通過，正式撤銷上市。

## 外部連線
- Chevalier.com （页面存档备份，存于）
- 本公司被母公司私有化過程[永久]